# Turó de la Roca Dreta
El Turó de la Roca Dreta és una muntanya de 1.155 metres del terme municipal de Conca de Dalt, a l'antic terme de Toralla i Serradell, del Pallars Jussà, en terres del poble de Toralla.
Està situat a la Serra de Sant Salvador, al vessant nord, al límit de migdia de la vall del riu de Serradell. És a llevant del Turó de la Roca de Migdia i al sud-oest de l'Arreposador i de la Cova de Toralla, al sud-est de Serradell i a ponent de Toralla.